# سوستو
سوستو (بالإنجليزية: Sosto)‏ هو أحد جبال سلسلة جبال الألب ليبونتيني ويقع في كانتون تيسينو في سويسرا. يحتل المرتبة رقم 356 في قائمة جبال سويسرا من حيث الارتفاع، إذ يبلغ ارتفاعه حوالي 2221 متر، بينما يبلغ ارتفاع نتوء الجبل 524 متر.